# Fondazione Umberto Veronesi

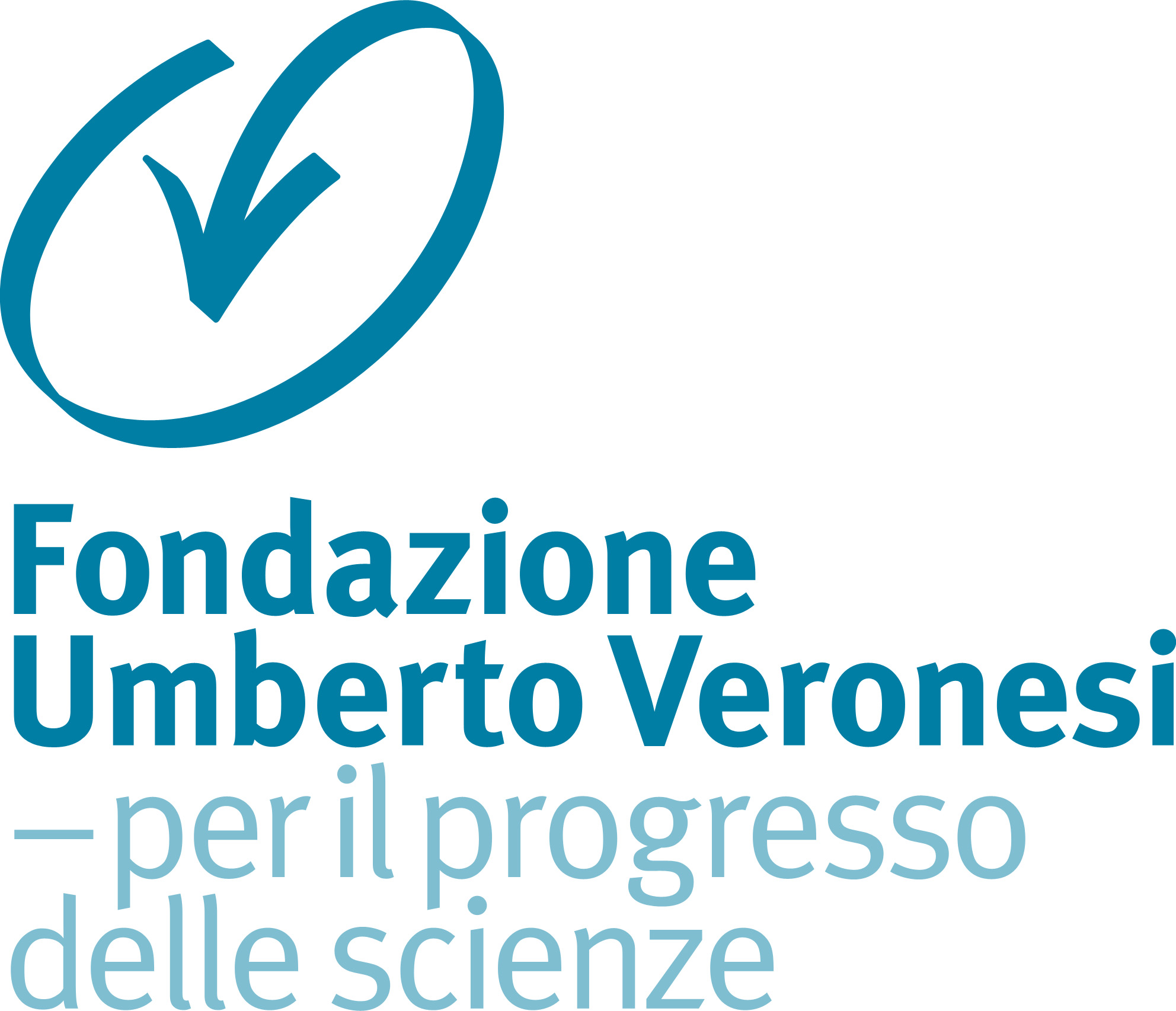
Logo precedente

La Fondazione Umberto Veronesi è un ente nato nel 2003 per volontà di Umberto Veronesi, con la finalità di promuovere il progresso scientifico attraverso l'erogazione di borse di ricerca per medici e ricercatori e il sostegno a progetti di altissimo profilo. Tale ente ha la propria sede a Milano ed è presieduto dal 2005 da Paolo Veronesi, figlio del fondatore.
Il 9 marzo 2010 è stata inaugurata la sede di Roma.
La fondazione è attiva in due aree operative: la ricerca e la divulgazione scientifica.
Nell'ambito della divulgazione scientifica, Fondazione Veronesi è attiva affinché i risultati e le scoperte della scienza diventino patrimonio di tutti, attraverso progetti per le scuole, campagne di sensibilizzazione e pubblicazioni. Nel 2006 ha proposto un modello da compilare per il testamento biologico.
Fondazione Veronesi sostiene anche la Scuola europea di medicina molecolare e l'Accademia di Senologia "Umberto Veronesi".  
Tra i maggiori promotori della fondazione, vi sono scienziati e ricercatori, tra cui diversi premi Nobel che hanno formato il comitato d'onore, quali Zhores Alferov e James Patrick Allison.
Il 24 settembre 2013 è stata pubblicata per la Sony Music la compilation Pink Is Good con 16 voci femminili: (Fiorella Mannoia, Noemi, Patti Smith, Carole King, Giorgia, Alicia Keys, Christina Aguilera, Des'ree, Whitney Houston, Arianna, Fiona Apple, Sara Bareilles, Jennifer Lopez, Alessandra Amoroso, Jennifer Hudson e Francesca Michielin). Il ricavato è stato devoluto alla Fondazione Umberto Veronesi.
In più di 20 anni di attività la fondazione ha sostenuto oltre 2.300 borse di ricerca, in particolare in ambito oncologico, 18 protocolli di cura e registri clinici, oltre 150 progetti di ricerca e 3 reti di ricerca. 